# Zavar
Zavar je obec na Slovensku v okrese Trnava. V obci je římskokatolický kostel Narození Panny Marie z roku 1907.
Ze dvou třetin leží v zavarském katastru nová továrna firmy PSA Peugeot Citroën. Díky ní se Zavar rozšiřuje, v nejbližší době má zdvojnásobit svůj počet obyvatel, a to jednak kvůli připojení usedlosti Prílohy do Zavaru, a jednak i kvůli novým obyvatelům z jiných částí Slovenska, kteří zde pracují. Nová místní část, tzv. Poronda, má pojmout většinu z těchto nových obyvatel.
Od května 2004 funguje v Zavaru bezdrátová wifi síť Zavarnet, ke které je připojeno více než 50 domácností obce a blízkého okolí. Od května 2006 se stala součástí větší sítě firmy TopComp, která zahrnuje sousední Lovčice, Brestovany a Bučany a další obce.

## Významné osobnosti
- Gejza Dusík - slovenský hudební skladatel. Patří mezi průkopníky slovenské populární hudby
- Jozef Jablonický- slovenský historik
- Ľuboš Hanzel - slovenský fotbalista
- Jozef Karol Viktorin - národní buditel